# 青木康征
青木 康征（あおき やすゆき、1944年1月12日 - ）は、日本のラテンアメリカ史学者、神奈川大学名誉教授。

## 略歴
京都府京都市生まれ。上智大学外国語学部スペイン語学科卒業。同大学院文学研究科史学専攻（西洋史）博士課程満期退学。神奈川大学外国語学部講師、助教授、教授を務め、2014年定年。専門はラテンアメリカ史。

## 著書
- 『コロンブス 大航海時代の起業家』中公新書 1989
- 『海の道と東西の出会い』世界史リブレット：山川出版社 1998
- 『南米ポトシ銀山 スペイン帝国を支えた"打出の小槌"』中公新書 2000

### 共著
- 『スペイン語 ひとり歩きの旅行会話集』入江茂共著 ナツメ社 1992
- 『インディアスの迷宮 1492～1992』勁草書房 1992

中本信幸、加藤薫、石井陽一、藤田富雄、岩根圀和、柳沼孝一郎共著

### 翻訳
- 『コロンブス 新大陸発見の虚と実』世界を創った人びと 編訳 平凡社 1978
- アコスタ『世界布教をめざして』岩波書店 アンソロジー新世界の挑戦 1992
- ジョン・ダイソン / ピーター・クリストファー 写真『コロンブス 黄金と神と栄光を求めて』河出書房新社 1992
- 『完訳コロンブス航海誌』編訳 平凡社 1993
- マチューカ『未知の戦士とのたたかい』岩波書店 アンソロジー新世界の挑戦 1994
- ドゥラン『神々とのたたかい Ⅱ』岩波書店 アンソロジー新世界の挑戦 1995
- 『ホセ・マルティ選集 第2巻 飛翔する思想』柳沼孝一郎共訳 日本経済評論社 2005